# Mayu Nasu
Mayu Nasu (那須 眞由, Nasu Mayu), née le 6 mai 1996, est une athlète japonaise spécialiste du saut à la perche. Elle est championne d'Asie en salle en 2023.

## Palmarès
| Date | Compétition                  | Lieu   | Place | Marque |
| ---- | ---------------------------- | ------ | ----- | ------ |
| 2023 | Championnats d'Asie en salle | Astana | 1re   | 4,00 m |

| Date | Compétition                    | Lieu      | Place | Marque |
| ---- | ------------------------------ | --------- | ----- | ------ |
| 2016 | Championnats du Japon          | Nagoya    | 8e    | 3,80 m |
| 2017 | Championnats du Japon          | Osaka     | 19e   | 3,60 m |
| 2018 | Championnats du Japon          | Yamaguchi | 2e    | 4,00 m |
| 2019 | Championnats du Japon          | Fukuoka   | 1re   | 4,20 m |
| 2020 | Championnats du Japon          | Niigata   | 1re   | 4,20 m |
| 2020 | Championnats du Japon en salle | Osaka     | 1re   | 4,20 m |
| 2021 | Championnats du Japon          | Osaka     | 2e    | 4,10 m |
| 2021 | Championnats du Japon en salle | Osaka     | 3e    | 4,00 m |
| 2022 | Championnats du Japon          | Osaka     | 3e    | 4,20 m |
| 2022 | Championnats du Japon en salle | Osaka     | 2e    | 4,00 m |
| 2023 | Championnats du Japon en salle | Osaka     | 7e    | 3,90 m |